# Диалог (конференция)
«Диало́г» — главная российская конференция по компьютерной лингвистике с международным участием.
«Три кита» Диалога:
- Центральная роль русского языка в сочетании с типологическим подходом  (является де-факто крупнейшим мировым форумом по проблемам компьютерного анализа РЯ).
- Взаимодействие между теоретической и компьютерной лингвистикой: программа конференции является уникальной по сочетанию теоретических и прикладных докладов.
- Центр по разработке и применению  методик верификации результатов корпусных лингвистических исследований и оценки эффективности систем компьютерного анализа русского языка (совместно с РОМИП). Эти методики применяются при рецензировании докладов и проведении соревнований по различным направлениям компьютерной лингвистики: морфологический и синтаксический анализ, машинный перевод, анализ тональности и т.д.

## История конференции
Проводится ежегодно с 1995 года, является наследницей проводившегося с середины 70-х годов междисциплинарного семинара «Модели общения». В 1995 г. конференция проводилась Казанским университетом по инициативе Валерия Дмитриевича Соловьева. 
Своей идеологией междисциплинарности, взаимодействия теории и практики обязана двум известным ученым, математику Александру Семеновичу Нариньяни и лингвисту Александру Евгеньевичу Кибрику, которые в 70-80-е годы были руководителями ряда проектов, объединивших усилия программистов и лингвистов.
С 2002 года материалы конференции издаются в рецензируемом ежегоднике «Компьютерная лингвистика и интеллектуальные технологии».

## Направления конференции
Приоритетом Диалога является компьютерное моделирование русского языка. Рабочие языки конференции русский и английский. Для привлечения зарубежных рецензентов основная часть прикладных работ подается на английском языке.

#### Основные направления конференции
- Лингвистическая семантика и семантический анализ
- Формальные модели языка и их применение
- Теоретическая и компьютерная лексикография
- Методы оценки (evaluation) систем анализа текстов и машинного перевода
- Корпусная лингвистика. Создание, применение, оценка корпусов
- Интернет как лингвистический ресурс. Лингвистические технологии в Интернете
- Онтологии. Извлечение знаний из текстов
- Компьютерный анализ документов: реферирование, классификация, поиск
- Автоматический анализ тональности текстов
- Машинный перевод
- Модели общения. Коммуникация, диалог и речевой акт
- Анализ и синтез речи

Диалог ориентируется на  международные стандарты оценки качества работ по компьютерной лингвистике. В результате многолетнего отбора  при конференции возник международный корпус квалифицированных рецензентов (54 человека в 2013 году). На основании их решений Редсовет (около 10 наиболее квалифицированных и близких традициям конференции рецензентов) отбирает около 100 докладов для представления на конференции и около 80 – для публикации в ежегоднике.
На Диалог каждый год приезжают  с приглашенными докладами наиболее заметные ученые в области компьютерной лингвистики.  Среди них: Юрий Апресян, Игорь Богуславский, Йорик Вилкс,  Грегори Грефенштетт,  Грэвил Корбетт, Джон Кэролл,  Диана Маккарти, Луис Маркес,  Дан Молдован,  Йоаким Нивре,  Виктор Раскин, Эдуард Хови.
На сайте конференции представлены все материалы последних лет, включая доклады, презентации, видеоматериалы, стенограммы круглых столов.

## Организаторы
С 2002 года генеральным организатором конференции является компания ABBYY.  Подготовка конференции (выбор доминант, тематики круглых столов, приглашение докладчиков, проведение мероприятий по тестированию и т.п.) осуществляется Оргкомитетом, в состав которого входят представители ведущих российских университетов, исследовательских институтов и компаний, имеющих давний опыт участия в Диалогах: ОТиПЛ МГУ, РГГУ, ВШЭ, ИППИ, ИПИ, ABBYY, Яндекс.
Отбором докладов по результатам рецензирования занимается Редсовет конференции  (председатель – Владимир Павлович Селегей).
В Редсовет входят многолетние авторы, участники и рецензенты Диалога, такие как 
В.И. Беликов, Б.В. Добров, Л.Л. Иомдин,  И.М. Кобозева, Н.В. Лукашевич, И.В. Сегалович, С.А. Шаров, Т.Е. Янко.

## Статьи
- Компьютерная лингвистика в начале XXI века
- Компьютерные лингвисты сверили часы (недоступная ссылка)
- Российские лингвисты издадут новый словарь названий бытовых предметов
- Ученый: конструкции из интернета могут перейти в повседневную речь